# 5 août
Pour les articles homonymes, voir Cinq-Août.
5 juillet 5 septembre
Chronologies thématiques
- Croisades
- Ferroviaires
- Sports
- Disney
- Anarchisme
- Catholicisme

Abréviations / Voir aussi
- (° 1852) = né en 1852
- († 1885) = mort en 1885
- a.s. = calendrier julien
- n.s. = calendrier grégorien
- Calendrier
- Calendrier perpétuel
- Liste de calendriers
- Naissances du jour

Le 5 août ou 5 aout est le 217e jour de l’année du calendrier grégorien, 218e lorsqu'elle est bissextile, il en reste ensuite 148.
Son équivalent était généralement le 18 thermidor du calendrier républicain / révolutionnaire français, officiellement dénommé jour de l’amande.

## Événements

### VIIesiècle
- 642 : la bataille de Maserfield oppose les rois anglo-saxons Penda de Mercie et (saint) Oswald de Northumbrie qui est tué et son royaume conquis (voir aussi décès puis saints ci-après).

### Xesiècle
- 910 : les anglais de Mercie et Wessex battent les vikings de Northumbrie à la bataille de Tettenhall.

### XIesiècle
- 1100 : couronnement de Henri Ier d’Angleterre, qui succède à son frère Guillaume le Roux, opportunément mort lors d'un accident de chasse.

### XIVesiècle
- 1305 : William Wallace est capturé à Glasgow, et condamné à mort pour haute trahison envers son souverain, crimes et sacrilège.
- 1392 : en Corée, le général Yi Song-gye devient roi, sous le nom de T’aejo. Il est le premier souverain de la dynastie Chosŏn, plus souvent désignée sous le nom de « dynastie Yi », du nom de son fondateur.

### XVIesiècle
- 1583 : sir Humphrey Gilbert prend possession de Terre-Neuve, au nom de la couronne d'Angleterre, selon la Common law.

### XVIIesiècle
- 1620 : première escale du Mayflower, à Southampton, sur sa route vers la colonie de Plymouth, en Nouvelle-Angleterre.
- 1626 : Gaston de France Duc d'Anjou, Monsieur, frère du roi de France Louis XIII, et bientôt duc d'Orléans, épouse Mademoiselle de Montpensier, dans la chapelle de l'Oratoire de Nantes[2].
- 1689 : massacre de Lachine, où 97 Canadiens sont tués par des Iroquois (à Lachine).

### XVIIIesiècle
- 1796 : Bonaparte bat les Autrichiens, à Castiglione.

### XIXesiècle
- 1809 : fin de la bataille de Franzensfeste, lors de la rébellion du Tyrol.
- 1861 : l’United States Army abolit la flagellation.
- 1864 : bataille de la baie de Mobile, durant la guerre de Sécession.
- 1873 : bataille de Massacre Canyon, entre lakotas et pawnees.
- 1884 : pose de la première pierre de la statue de la Liberté, à l’entrée du port de New York.
- 1890 : convention coloniale entre la France et le Royaume-Uni, sur Madagascar et Zanzibar.

### XXesiècle
- 1905 : premier congrès mondial d'espéranto, réunissant, à Boulogne-sur-Mer, 688 locuteurs de 20 pays.
- 1907 : la marine française bombarde Casablanca.
- 1914 :
  - signature du traité Bryan-Chamorro, entre le Nicaragua et les États-Unis.
  - entrée en guerre du Canada dans la Première Guerre mondiale.
- 1915 : les troupes allemandes entrent à Varsovie.
- 1925 : Au Royaume-Uni, le parti politique nationaliste œuvrant au pays de Galles Plaid Cymru est fondé. Il prône l’indépendance du pays de Galles vis-à-vis du Royaume-Uni.
- 1934 : massacre de Juifs par les Arabes à Constantine (Algérie).
- 1939 : exécution des jeunes républicaines des Treize Roses sur les murs du cimetière de l'Almudena de Madrid par les franquistes.
- 1960 : indépendance de la Haute-Volta.
- 1962 : arrestation de Nelson Mandela.
- 1963 : signature du traité d'interdiction partielle des essais nucléaires.
- 1985 : élection de Victor Paz Estenssoro comme président bolivien.
- 1990 : déclaration des droits de l'homme en islam, ratifiée par 57 États musulmans, et dont tous les articles sont soumis à la charia islamique.
- 1998 : lynchage de Tutsis par la population de Kitona, en République démocratique du Congo.
- 1999 : Jean-Pierre Lacroix devient préfet de Corse, après le limogeage de Bernard Bonnet à la suite de l’affaire des paillotes.

### XXIesiècle
- 2002 : le président afghan Hamid Karzai échappe à un attentat.
- 2006 : Washington et Paris s’entendent, au terme de plusieurs jours de négociations ; le Conseil de sécurité de l'ONU examine un projet de résolution franco-américain appelant à « une cessation complète des hostilités israéliennes au Liban ».
- 2010 : résolution numéro 1936, du Conseil de sécurité des Nations unies, sur la situation de l’Irak.
- 2015 : déversement d'eaux usées de la mine Gold King.
- 2017 : un référendum constitutionnel est organisé en Mauritanie.
- 2019 :
  - en Inde, le gouvernement abroge le statut d'autonomie du Jammu-et-Cachemire[3].
  - En Syrie, rupture du cessez-le-feu annoncé le 1er août par le régime du pays, dans la région d'Idlib, après trois mois de combats indécis et près de 3 000 morts, combattants et civils[4].
- 2020 : au Sri Lanka, les élections législatives organisées de manière anticipée ont lieu[5]. C'est le parti Sri Lanka Podujana Peramuna qui remporte le scrutin[6].

## Arts, culture et religion
- 1473 : un dessin est la première œuvre connue de Léonard de Vinci.
- 1967 : sortie du premier album de Pink Floyd, The Piper at the Gates of Dawn
- 1993 : sortie du premier jeu de cartes à collectionner : Magic : l'assemblée.
- 2003 : création de la série à succès Newport Beach, par Josh Schwartz.

## Sciences et techniques
- 1858 : le premier câble télégraphique transatlantique est posé, entre les États-Unis et l’Europe, par Cyrus Field.
- 1897 : Thomas Edison produit le premier film publicitaire.
- 1914 : installation du premier feu de circulation électrique, dans la ville de Cleveland, à l’intersection de la 105e rue et de l’avenue Euclide.

## Économie et société
- 1949 : séisme d'Ambato.
- 2009 : naufrage du ferry tongien MV Princess Ashika, au large de Nuku'alofa.
- 2010 : accident minier de Copiapo.
- 2018 : Indonésie, un séisme de magnitude 7 provoque la mort de 131 personnes, à Lombok.
- 2025 : en France, un incendie dans le massif des Corbières dans l'Aude parcoure 17 000 hectares sur quinze communes, détruit de nombreuses habitations, cause la mort d'une personne et fait 13 blessés[7].

## Naissances

### XVesiècle
- 1461 : Alexandre Ier Jagellon, roi de Pologne de 1501 à sa mort et grand-duc de Lituanie de 1492 à sa mort († 19 août 1506).

### XVIesiècle
- 1540 : Joseph Juste Scaliger, érudit et philologue français (+ 21 janvier 1609).
- 1578 : Charles de Luynes, favori, principal ministre, garde des sceaux et connétable du roi de France Louis XIII jeune[8] (+ 15 décembre 1621).

### XIXesiècle
- 1802 : Niels Henrik Abel, mathématicien norvégien († 6 avril 1829).
- 1809 : Johann Conrad Dorner, peintre autrichien († 30 juin 1866).
- 1811 : Ambroise Thomas, compositeur français († 12 février 1896).
- 1850 : Guy de Maupassant, écrivain français († 6 juillet 1893).
- 1860 : Oswald Wirth, écrivain suisse († 9 mars 1943).
- 1862 : Joseph Merrick, civil anglais atteint de neurofibromatose, surnommé parfois « Elephant Man » († 11 avril 1890).
- 1864 : Léon Léon-Dufour, historien et généalogiste français († 26 novembre 1936).
- 1867 : Joseph Vassal, médecin militaire français († 10 novembre 1957).
- 1877 : Tom Thomson, peintre canadien († 8 juillet 1917).
- 1882 : Romain Archutowski, prêtre polonais mort dans le camp d'extermination de Majdanek, béatifié en 1999 († 18 avril 1943)[9].
- 1883 : Étienne Alart, militant anarchiste et antimilitariste français († date inconnue).
- 1888 : Victor Francen, acteur d’origine belge († 18 novembre 1977).
- 1890 : Erich Kleiber, chef d’orchestre autrichien († 27 janvier 1956).
- 1892 : Valentine Tessier, actrice française († 11 août 1981).
- 1893 : Vera Kholodnaïa (Вера Васильевна Холодная), actrice de cinéma muet russe († 16 février 1919).
- 1900 : Rudolf Schottlaender, philosophe, essayiste et philologue allemand († 4 janvier 1988).

### XXesiècle
- 1901 : Claude Autant-Lara, réalisateur français († 5 février 2000).
- 1902 : Albert Valentin, scénariste et réalisateur belge († 13 avril 1968).
- 1906 :
  - Joan Hickson, actrice anglaise († 17 octobre 1998).
  - John Huston (John Houghston dit), réalisateur américain († 28 août 1987).
  - Wassily Leontief, économiste allemand, prix Nobel des sciences économiques en 1973 († 5 février 1999).
- 1907 : Eugène Guillevic, poète français († 19 mars 1997).
- 1908 : Miriam Louisa Rothschild, zoologiste, biologiste, entomologiste et écrivaine britannique († 20 janvier 2005).
- 1911 :
  - Albert Sanschagrin, évêque catholique québécois († 2 avril 2009).
  - Robert Taylor, acteur américain († 8 juin 1969).
- 1912 :
  - Henri Grouès dit l’abbé Pierre, prêtre catholique français, résistant, fondateur du mouvement Emmaüs en 1949 († 22 janvier 2007).
  - Nancy Tyson Burbidge, botaniste australienne († 4 mars 1977).
- 1914 :
  - Parley Baer, acteur américain († 22 novembre 2002).
  - David Brian, acteur américain († 15 juillet 1993).
- 1916 : Yves Nonen, Compagnon de la Libération († 24 novembre 1944).
- 1918 :
  - Tom Drake, acteur américain († 11 août 1982).
  - Betty Oliphant, enseignante et administratrice de danse canadienne née en Grande-Bretagne, fondatrice de l’École nationale de ballet du Canada († 12 juillet 2004).
- 1920 :
  - Dina Sassoli, actrice de théâtre et de cinéma italienne († 24 mars 2008).
  - John Sharp, acteur britannique († 26 novembre 1992).
- 1921 : Yves Vincent, acteur et écrivain français († 6 janvier 2016).
- 1923 : Jean-Jacques, comédien belge s'étant illustré en France († 18 septembre 1994).
- 1924 : Kéba Mbaye, juriste sénégalais, vice-président de la Cour pénale internationale de 1981 à 1990, président du Tribunal arbitral du sport de 1983 à sa mort et vice-président du CIO de 1988 à 1992 et de 1998 à 2002 († 11 janvier 2007).
- 1928 :
  - Heward Grafftey, homme d’affaires et homme politique canadien († 11 février 2010).
  - Ennio Mattarelli, tireur sportif italien champion olympique.
- 1930 :
  - Neil Armstrong, astronaute américain, premier Homme à avoir marché sur la Lune († 25 août 2012).
  - Jean Laudet, céiste nivernais et français, champion olympique en duo en 1952.
- 1933 : Nicholas Scott, homme politique britannique († 6 janvier 2005).
- 1935 : John Saxon, acteur américain († 25 juillet 2020).
- 1936 : Elmer MacKay (en), homme politique canadien.
- 1937 :
  - Herb Brooks, entraîneur américain de hockey sur glace, champion à Lake Placid en 1980 († 11 août 2003).
  - Manuel Pinto da Costa, homme politique santoméen, président de la République démocratique de Sao Tomé-et-Principe de 1975 à 1991 et de 2011 à 2016.
  - François Pluchart, écrivain, journaliste et critique d’art français, spécialiste de l’art contemporain († 8 novembre 1988).
- 1939 : Bob Clark, réalisateur et scénariste américain († 4 avril 2007).
- 1940 : Rick Huxley (en), bassiste britannique du groupe The Dave Clark Five († 11 février 2013).
- 1941 : Leonid Kizim (Леонид Денисович Кизим), cosmonaute soviétique († 14 juin 2010).
- 1943 : Sammi Smith (en), chanteuse et compositrice américaine de musique country († 12 février 2005).
- 1944 : Polycarp Pengo, cardinal tanzanien, archevêque de Dar es Salam.
- 1945 : Loni Anderson, actrice américaine († 3 août 2025).
- 1947 :
  - Angry Anderson, chanteur et acteur australien.
  - Rick Derringer, guitariste et chanteur américain († 26 mai 2025).
  - Greg Leskiw (en), guitariste canadien du groupe The Guess Who.
- 1948 :
  - Carole Laure, actrice québécoise.
  - Karlheinz Smieszek, tireur sportif allemand, champion olympique.
- 1951 : Akira Mizubayashi, écrivain japonais d'expression japonaise et française.
- 1952 :
  - Éric Legrand, acteur français de doublage († 22 mai 2025).
  - Hun Sen (ហ៊ុន សែន), homme politique cambodgien, premier ministre du Cambodge depuis 1998.
- 1954 : Radad Loukili, chanteuse marocaine.
- 1955 : John Whitaker, cavalier britannique.
- 1958 : Ulla Salzgeber, cavalière allemande, double championne olympique.
- 1959 : Anton Stastny, joueur de hockey sur glace professionnel slovaque.
- 1960 : Gérard Onesta, écologiste, homme politique, vice président du Parlement européen.
- 1962 :
  - Emmanuel Chain, producteur et journaliste français.
  - Patrick Ewing, basketteur américain.
  - Otis Thorpe, basketteur américain.
- 1965 :
  - Bang Eun-jin (방은진), actrice sud-coréenne.
  - Jean-Marc Morandini, journaliste et animateur de télévision et de radio français.
- 1968 :
  - Marine Le Pen, avocate et femme politique française, présidente du Front national devenu Rassemblement national.
  - Colin McRae, pilote automobile écossais, champion du monde des pilotes de rallye en 1995 († 15 septembre 2007).
  - John Olerud, joueur de baseball professionnel américain.
- 1970 :
  - Ingrid Vanherle, joueuse de football belge.
  - Guillaume Vigneault, écrivain québécois.
- 1975 :
  - Kajol (Kajol Mukherjee dite) (काजोल), actrice indienne.
  - Eicca Toppinen, violoncelliste finlandais du groupe Apocalyptica.
- 1976 :
  - Jewel De'Nyle, actrice pornographique américaine.
- 1977 :
  - Jarry (Anthony Lambert dit), humoriste et comédien français.
  - Timothy Johnson, cycliste professionnel américain.
  - Mark Mulder, joueur de baseball américain.
  - Soraya Jiménez, haltérophile mexicaine, championne olympique († 28 mars 2013).
- 1978 : Kim Gevaert, athlète de sprint belge.
- 1980 : Eduardo Ribeiro, footballeur brésilien et suisse.
- 1981 :
  - Tsimafei Dranchuk, personnalité politique biélorusse.
  - Erik Guay, skieur alpin québécois.
  - Donel Jack'sman, humoriste, comédien et chroniqueur français.
  - Karim Rissouli (-Taravant), journaliste politique français de télévision.
  - Jesse Williams, acteur américain.
- 1983 :
  - Thomas Bosc, joueur de rugby à XIII français.
  - Jérémy Sorbon, footballeur français.
- 1984 :
  - Helene Fischer, chanteuse allemande.
  - Jordan Lotiès, footballeur français.
  - Ryan McDonald, acteur canadien.
- 1985 :
  - Laurent Ciman, footballeur belge.
  - Matt Hires, chanteur américain au style pop rock.
  - Othyus Jeffers, basketteur américain.
  - Salomon Kalou, footballeur ivoirien.
- 1986 :
  - Paula Creamer, golfeuse américaine.
  - Marcus Lewis, basketteur américain.
- 1987 :
  - Lexi Belle, actrice américaine de films pornographiques.
  - Benjamin Compaoré, athlète de triple-saut français.
  - Xenia Tchoumitcheva, mannequin et présentatrice de télévision suisse d'origine russe.
- 1988 :
  - Federica Pellegrini, nageuse italienne.
  - Kendra Spears / princesse Salwa Aga Khan, mannequine américaine, épouse du prince Rahim Aga Khan.
- 1989 :
  - Ermir Lenjani, footballeur albanais.
  - Rita Rasheed, basketteuse hongroise.
- 1990 : Mathieu Gorgelin, footballeur français.
- 1991 :
  - Esteban Gutiérrez, pilote automobile de Formule 1 mexicain.
  - Wi Ha-joon, acteur sud-coréen.
- 1993 : Louis Delort, chanteur français.
- 1999 : Alexei Popyrin, joueur de tennis australien.
- 2000 :
  - Lenny Pintor, footballeur français.
  - Michele Šego, footballeur croate.
  - D. J. Carton, basketteur américain.

### XXIesiècle
- 2003 : Lucas Gourna-Douath, footballeur français.
- 2004 : Gavi, footballeur espagnol.
- 2005 : Alexandra Rexová, skieuse alpine handisport slovaque.
- 2006 : Mohammed Hamony, footballeur marocain.

## Décès

### VIIesiècle
- 642 : Oswald de Northumbrie, roi anglo-saxon de Northumbrie de 634 à cette mort lors de la bataille de Maserfield ci-avant et de la conquête de son royaume par une armée du roi anglo-saxon Penda de Mercie ; saint comme martyr ci-après (° vers 604).

### IXesiècle
- 882 : Louis III, roi de France de 879 à 882 (° vers 863).
- 890 : Ramnulf II, comte de Poitiers de 878 à 890 et duc d’Aquitaine de 888 à 890 (° vers 850).

### Xesiècle
- 910 :
  - Eowils, co-rois du royaume viking d'York (°
  - Halfdan, co-rois du royaume viking d'York

### XIesiècle
- 1063 : Gruffydd ap Llywelyn, roi gallois (° vers 1000).

### XVesiècle
- 1415 :
  - Richard de Conisburgh, comte de Cambridge (° 20 juillet 1385).
  - Henry Scrope, noble et militaire anglais (° vers 1370).
- 1447 : Jean Holland, noble anglais et un commandant militaire pendant la guerre de Cent Ans (° 29 mars 1395).

### XVIesiècle
- 1579 : Stanislas Hosius, cardinal catholique et diplomate polonais (° 5 mai 1504).
- 1600 : John Ruthven, conspirateur écossais (° vers 1577).

### XVIIesiècle
- 1633 : George Abbot, évêque catholique anglais (° 19 octobre 1562).
- 1676 : Pierre Patel, peintre français (° vers 1604 ou 1605).
- 1697 : Jean de Santeul, poète français (° 12 mai 1630).

### XVIIIesiècle
- 1743 : John Hervey, homme politique et écrivain britannique (° 13 octobre 1696).
- 1754 : James Gibbs, architecte britannique (° 23 décembre 1682).
- 1757 : Antoine Pesne, peintre français (° 23 mai 1683).
- 1787 : François Francœur, compositeur et violoniste français (° 21 mars 1698).
- 1794 : Gregorio Antonio Maria Salviati, cardinal catholique romain (° 27 décembre 1727).
- 1797 : Frederick North, homme politique britannique (° 13 avril 1732).
- 1799 : Richard Howe, amiral de la marine britannique (° 8 mars 1726).

### XIXesiècle
- 1852 : František Ladislav Čelakovský, écrivain, poète et traducteur tchèque (° 7 mars 1799).
- 1863 : Adolph Hesse, organiste et compositeur allemand (° 30 août 1809).
- 1864 : Romuald Traugutt, général et insurgé polonais (° 16 janvier 1826).
- 1866 : Antoine de Hohenzollern-Sigmaringen, prince allemand combattant lors de la guerre austro-prussienne de 1866 (° 7 octobre 1841).
- 1868 : Jacques Boucher de Perthes, préhistorien français (° 10 septembre 1788).
- 1872 : Charles-Eugène Delaunay, astronome et mathématicien français (° 9 avril 1816).
- 1886 : Robert Allen, général américain (° 15 mars 1811).
- 1888 : Philip Sheridan, major général américain et général de l'Union (° 6 mars 1831).
- 1893 : Friedrich Wilhelm Adami, écrivain, dramaturge et critique de théâtre allemand (° 18 octobre 1816).
- 1895 : Friedrich Engels, théoricien communiste allemand (° 28 novembre 1820).
- 1900 : Zebulon York, général confédéré (° 10 octobre 1819).

### XXesiècle
- 1901 : Victoria Adélaïde, fille de la reine Victoria, épouse de l’empereur Frédéric III d'Allemagne (° 21 novembre 1840).
- 1911 : Anton Josef Gruscha, cardinal catholique autrichien (° 3 novembre 1820).
- 1914 : Jules Lemaître, écrivain et critique dramatique français (° 27 avril 1853).
- 1915 : Sakuma Samata, militaire japonais (° 19 novembre 1844).
- 1921 : Dimítrios Rállis, homme politique grec (° vers 1844).
- 1924 : Teodor Teodorov, homme politique bulgare (° 8 avril 1859).
- 1939 : Charles Du Bos, écrivain et critique français (° 27 octobre 1882).
- 1943 :
  - Oda Schottmüller, danseuse et résistante allemande (° 9 février 1905).
  - Eva-Maria Buch, résistante allemande (° 31 janvier 1921).
- 1944 :
  - Henri Romanetti, officier mitrailleur aérien, compagnon de la Libération (° 7 mars 1909).
  - Jędrzej Moraczewski, homme politique socialiste polonais (° 13 janvier 1870).
- 1946 : Wilhelm Marx, chancelier, ministre et juriste allemand (° 15 janvier 1863).
- 1949 : Ernest Fourneau, chimiste et pharmacologue français (° 4 octobre 1872).
- 1952 : sir Jack Drummond, biochimiste britannique, supposément assassiné par Gaston Dominici (° 12 janvier 1891).
- 1955 : Carmen Miranda, chanteuse, danseuse et actrice d’origine portugaise (° 9 février 1909).
- 1957 : Heinrich Otto Wieland, chimiste allemand, prix Nobel de chimie en 1927 (° 4 juin 1877).
- 1960 : Arthur Meighen, homme politique canadien, Premier ministre du Canada de 1920 à 1921, puis en 1926 (° 16 juin 1874).
- 1962 :
  - Marilyn Monroe, actrice et chanteuse américaine, icône du XXe siècle (° 1er juin 1926).
  - Ramón Pérez de Ayala, écrivain espagnol (° 9 août 1880).
- 1964 : Art Ross, joueur de hockey sur glace canadien (° 13 janvier 1886).
- 1966 : Halvard Olsen, homme politique norvégien (° 23 janvier 1886).
- 1974 : Nicola Fausto Neroni, réalisateur et scénariste italien (° 12 décembre 1886).
- 1975 : 
  - Gustav von Wangenheim, acteur et réalisateur allemand (° 18 février 1895).
  - Marc Wright, perchiste américain (° 21 avril 1890).
- 1981 : Jerzy Neyman, mathématicien polono-américain (° 16 avril 1894).
- 1983 : Bart Jan Bok, astronome néerlando-américain (° 28 avril 1906).
- 1984 : Richard Burton, acteur gallois (° 10 novembre 1925).
- 1986 : Arthur Douville, prélat québécois (° 22 juillet 1894).
- 1987 : Joseph Bouglione, artiste et directeur de cirque français (° 17 février 1904).
- 1991 :
  - Paul Brown, entraîneur américain de football américain (° 7 septembre 1908).
  - Soichiro Honda (本田 宗一郎), industriel et homme d’affaires japonais, fondateur du groupe Honda (° 17 novembre 1906).
- 1992 : Jeffrey Thomas « Jeff » Porcaro, musicien américain, fondateur et batteur du groupe Toto (° 1er avril 1954).
- 1998 :
  - Arthur Ceuleers, footballeur belge (° 28 février 1916).
  - Gabriel Delaunay, résistant, haut fonctionnaire et écrivain français (° 30 avril 1907).
  - Todor Jivkov, dirigeant bulgare de 1954 à 1989 (° 7 septembre 1911).
  - Otto Kretschmer, commandant sous-marinier allemand (° 1er mai 1912).
  - Gérard Ménatory, journaliste, naturaliste et résistant français (° 3 décembre 1921).
- 2000 :
  - Tullio Crali, peintre aquarelliste, architecte et sculpteur italien (° 6 décembre 1910).
  - sir Alec Guinness, acteur britannique (° 2 avril 1914).

### XXIesiècle
- 2001 :
  - Otema Allimadi, homme d’État ougandais (° 11 février 1929).
  - Bahne Rabe, rameur d'aviron allemand (° 7 août 1963).
- 2002 :
  - Francisco Coloane, écrivain chilien (° 19 juillet 1910).
  - Josh Ryan Evans, acteur américain (° 10 janvier 1982).
  - Chick Hearn, commentateur sportif américain (° 27 novembre 1916).
  - Daniel Kelly, chanteur et danseur folk américain, chef, cofondateur, et patriarche, de la troupe musicale The Kelly Family (° 11 octobre 1930).
  - Franco Lucentini, écrivain, traducteur et journaliste italien (° 24 décembre 1920).
  - Darrell Porter, joueur de baseball américain (° 17 janvier 1952).
- 2003 : Maurice Mollin, cycliste sur route belge (° 6 mai 1924).
- 2005 :
  - Polina Astakhova, gymnaste soviétique puis ukrainienne (° 30 octobre 1936).
  - Fritze Carstensen, nageuse danoise (° 18 juillet 1925).
  - Bertie Hill, cavalier de concours complet britannique (° 7 février 1927).
  - Raymond Klibansky, philosophe et historien de la culture franco-canadien (° 15 octobre 1905).
- 2006 :
  - Adrienne Clostre, compositrice française (° 9 octobre 1921).
  - Hugo Schiltz, homme politique belge (° 27 octobre 1927).
- 2007 :
  - Henri Amouroux, journaliste, historien et académicien ès sciences morales et politiques français (° 1er juillet 1920).
  - Jean-Marie Lustiger, cardinal, archevêque de Paris, académicien français (° 17 septembre 1926).
- 2008 :
  - Raúl Conti, footballeur argentin (° 5 février 1928).
  - Alex Raymond, homme politique français (° 12 octobre 1916).
- 2009 :
  - Jean-Marie Benoît, compositeur québécois (° 23 décembre 1954).
  - Gerald Cohen, philosophe canadien (° 14 avril 1941).
  - Jordi Sabater Pi, primatologue catalan (° 2 août 1922).
- 2012 :
  - Michel Daerden, homme politique belge (° 16 novembre 1945).
  - Roland C. Wagner, romancier français (° 6 septembre 1960).
- 2016 :
  - Alphons Egli, homme politique suisse (° 8 octobre 1924).
  - Eleuterio Fernández Huidobro, homme politique, journaliste et écrivain uruguayen, ministre de la Défense de 2011 à 2016 (° 14 mars 1942).
  - George Mendenhall, professeur universitaire américain (° 13 août 1916).
  - Annet Nieuwenhuijzen, actrice néerlandaise (° 7 novembre 1930).
- 2017 :
  - Christian Millau, écrivain et critique gastronomique français[10] (° 30 décembre 1928).
  - Dionigi Tettamanzi, cardinal italien (° 14 mars 1938).
  - Mark White, homme politique américain (° 17 mars 1940).
- 2018 :
  - Claude Courtot, écrivain français (° 6 janvier 1939).
  - Lauri Mononen, hockeyeur sur glace finlandais (° 22 mars 1950).
  - Charlotte Rae, actrice américaine (° 22 avril 1926).
  - Piotr Szulkin, réalisateur et scénariste polonais (° 26 avril 1950).
  - Koosje van Voorn, nageuse néerlandaise (° 15 janvier 1935).
- 2019 :
  - Josef Kadraba, footballeur tchécoslovaque puis tchèque (° 20 septembre 1933).
  - Bjorg Lambrecht, cycliste sur route belge (° 2 avril 1997).
  - Toni Morrison, romancière, essayiste, critique littéraire, dramaturge, librettiste, professeure de littérature et éditrice américaine, lauréate du prix Pulitzer 1988 et du prix Nobel de littérature 1993 (° 18 février 1931).
  - Alberto Sironi, réalisateur de télévision italien (° 7 août 1940).
- 2020 :
  - Hawa Abdi, gynécologue et militante des droits de l'homme somalienne (° 17 mai 1947).
  - Pete Hamill, journaliste et romancier américain (° 24 juin 1935).
  - Agáthonas Iakovídis, chanteur grec (° 2 janvier 1955).
  - Pierre Robin, ingénieur aéronautique français (° 14 août 1927).
  - Blanca Rodríguez, avocate et femme d'État vénézuélienne (° 1er janvier 1926).
  - Frédéric Jacques Temple, écrivain et poète français (° 18 août 1921).
  - Aritana Yawalapiti, cacique brésilien (° 1949).
  - Sergio Zavoli, journaliste, écrivain et homme politique italien (° 21 septembre 1923).
- 2022 : 
  - Clémentine Ananga Messina, femme politique camerounaise (° 15 mars 1959).
  - Diego Bertie, acteur et chanteur péruvien (° 2 novembre 1967).
- 2023 :
  - Carlos Roqué Alsina, pianiste, compositeur français (° 19 février 1941).
  - Hélène Carrère d'Encausse, historienne et femme politique française (° 6 juillet 1929).
  - Philippe Curval, romancier et auteur de science-fiction, également illustrateur français (° 27 décembre 1929).
  - Timothy Daunt, diplomatique britannique (° 11 octobre 1935).
  - Daniel Gouffier, skipper français (° 4 novembre 1937).
  - Toshio Moriuchi, écrivain japonais (° 12 décembre 1936).
  - Nami Sano, mangaka japonaise (° 17 avril 1987).
  - Sara, auteure pour la jeunesse, illustratrice, et réalisatrice française (° 17 mars 1950).
  - Arthur Schmidt, monteur américain (° 17 juin 1937).
- 2024 :
  - Adílio, footballeur puis entraîneur brésilien (° 15 mai 1956).
  - Denise Delouche, historienne de l'art, professeure d'université française (° 9 juillet 1933).
  - Inge Henningsen, mathématicienne, écrivaine et militante des droits des femmes danoise (° 14 avril 1941).
  - Vyacheslav Ivanov, rameur soviétique puis russe (° 30 juillet 1938).
  - Pascal Chabi Kao, homme politique béninois (° 10 mars 1935).
  - Pierre Labourdette, joueur de rugby à XV français (° 10 juin 1932).
  - Mumtaz Mustafa, homme politique pakistanais (° ).
  - Iouri Skobov, skieur de fond soviétique puis russe (° 13 mars 1949).
  - Jeremy Strong, écrivain britannique (° 18 novembre 1949).
  - Pierre Tiollais, médecin et biologiste français (° 8 décembre 1934).
- 2025 :
  - Jorge Costa, footballeur puis entraîneur portugais (° 14 octobre 1971).
  - Keïta Fatoumata Diallo, troisième épouse du président malien Modibo Keïta (° 30 janvier 1943).
  - Ion Iliescu, homme d'État roumain, président du pays de 1989 à 1996 et de 2000 à 2004 (° 3 mars 1930).
  - Ove Kindvall, footballeur suédois (° 16 mai 1943).
  - Enrico Lanzi, footballeur puis entraîneur italien (° 5 février 1953).
  - Frank Mill, footballeur allemand (° 23 juillet 1958).
  - Snyder Rini, homme d'État salomonais (° 27 juillet 1948).

## Célébrations

### Internationale
Organisation mondiale de la santé (OMS) : cinquième journée internationale de la Semaine mondiale de l’allaitement maternel.

### Nationales
- Burkina Faso (Union africaine) : fête nationale célébrant l’indépendance de la Haute-Volta en 1960 (voir aussi la veille 4 août).
- Colombie : 1er jour du carnaval tropical de Bogota, à six mois des carnavals de l'hémisphère nord tempéré car début de l'hiver austral dans l'hémisphère sud tempéré oblige.
- Croatie (Union européenne, à zone euro à partir du 1er janvier 2023) : jour de la victoire et de remerciement commémorant une prise de Knin lors d'une opération Tempête d'une guerre de Croatie en 1995.

### Religieuses
Catholicisme :
- dédicace de la basilique Sainte-Marie-Majeure commémorant l’apparition de la Vierge au pape chrétien Libère en 358 ;
- fête de Notre-Dame des Neiges commémorant la fondation de l’abbaye Notre-Dame-des-Neiges en 1850.

### Saints des Églises chrétiennes

#### Saints catholiques et orthodoxes du jour
- Abel de Reims († vers 750), archevêque.
- Cassien d'Autun († vers 355), quatrième ou cinquième évêque d’Autun.
- Emygde († 303 ou 304) - ou « Emigde », « Emidio » ou « Emidius » -, évêque d’Ascoli Piceno, martyr dans cette même ville des Marches en Italie.
- Eusignios d’Antioche († 361) - ou « Eusigne » -, vétéran de l’armée romaine, martyr à Antioche sous l'empereur romain Julien.
- Frou de Saintonge (entre VIIe siècle et IXe siècle) - ou « Froult », « Frodulph », « Fredulf » ou « Frion » -, ermite en Saintonge.
- Jean de Cambrai († 879), évêque de Cambrai et d’Arras.
- Memmie († vers 290) - ou « Memmius » ou « Menge » -, premier évêque de Châlons-en-Champagne.
- Nonna († 374) - ou « Nonne » -, ascète à Nazianze en Cappadoce, mère des saints Grégoire le Théologien, Gorgonie et Césaire.
- Oswald de Northumbrie († 642), roi de Northumbrie, baptisé par saint Colomban, martyr.
- Pâris († 346), évêque de Teano en Campanie.
- Venance († 535 ou 544), fils du roi burgonde saint Sigismond, neuvième évêque de Viviers et du Vivarais (actuelle Ardèche).
- Viatre de Sologne (VIe siècle) - ou « Viâtre » ou « Viator » -, ermite à Tremblevy (actuel Saint-Viatre) dans l’Orléanais ; célébré aussi le 29 mai[14].
- Yon, disciple de saint Denis de Paris, martyrisé en 290.

#### Saints et bienheureux catholiques du jour
- François Zanfredini († vers 1350), bienheureux, tertiaire franciscain à Pesaro, ermite à Monte Granario.
- Frédéric Jansoone († 1916), bienheureux, prêtre franciscain ; date canadienne, célébré le 4 août ailleurs[15].
- Marguerite de Cesolo (°1325 - †1385), Marguerite de Cesolo ou Marg(h)erita da Cesolo (la Picena), née à San Severino dans les Marches, veuve pieuse surnommée « La Picena » (Les pieds nus).
- Pierre-Michel Noël (1754 - 1794), bienheureux, prêtre réfractaire du diocèse de Rouen, martyr déporté sur l’un des pontons Deux-Associés de Rochefort pendant la Révolution française.
- Roger le Fort († 1367), bienheureux, évêque d’Orléans, fondateur d’un monastère à Limoges et d’un hôpital à Bourges ; célébré aussi le 28 février[16].

#### Saints orthodoxes du jour(aux dates parfois"juliennes"/ orientales)?
Outre les saints œcuméniques voire pré-schismatiques ci-avant...
- Christos de Prévéza († 1668), navigateur, natif de Prévéza en Épire, martyr dans l’île de Kos par la main de janissaires musulmans.
- Eugène d'Aitolie († 1682), (village proche de Naupacte), hiéromoine qui défendit la foi orthodoxe face aux influences papistes et à la pression musulmane dans la Grèce occupée par les Ottomans.
- Jean de Chozéba († 1960), moine roumain.

### Prénoms du jour
Bonne fête aux Abel et ses variantes : Abe, Abélard, Abele, Abélia, Abélie, Abelina, Abeline, Abélla, Abelle, Abelson, Abey, Abie, Able, Avel et ses dérivés autant breton Avela voire germaniques ou autres : Avelaine, Avelange, Aveline, Avelina, Avella, Havelange, etc.
Et aussi aux :
- Ahès,
- Oswald et ses variantes et dérivés : Ossie, Osvald, Osvaldo, Osweald, Oswell, Oswin, Ozzie, Ozzy, Waldo, Waldeck, etc.

## Traditions et superstitions

### Dictons
- « À la fête de Notre-Dame des Neiges, si le vent est fort, cher est le blé. »[17] et voir in fine des présents dictons.
- « À la saint-Abel, faites vos confitures de mirabelles. »[18] ou
- « À la saint-Abel, temps de miel. »
- « S’il pleut à la Bonne-Dame des Neiges, l’hiver sera humide ou neigeux, et s’il ne pleut pas ce jour-là, il fera un hiver sec. »

### Astrologie
Signe du zodiaque : quatorzième jour du signe astrologique du lion.

## Toponymie
Plusieurs voies, places, sites ou édifices de pays ou provinces francophones contiennent la date du 5 août dans leur nom : voir Cinq-Août.